# كراسنوزافودسك
كراسنوزافودسك (بالروسية: Краснозаводск) هي إحدى مدن روسيا في الكيان الفدرالي الروسي موسكو أوبلاست.